# Информатик
Информатик, или учен в областта на компютърните науки, е човек, който е придобил знание в компютърната наука, което е изучаването на основите на информацията и изчислението и тяхното приложение в компютърните системи.
Учените в областта на компютърните науки обикновено работят в теоретичната област на компютърните системи, за разлика от хардуерната област, където компютърните инженери се фокусират основно, макар че има застъпване на термините. Макар че информатиците могат и да се фокусират в специфични области, като изработването и дизайна на алгоритми, софтуерното инженерство, информационната теория, теория на базите данни, теория на изчислителната комплексност, взаимодействие човек-машина, компютърно програмиране, теория на програмните езици, компютърна графика и компютърно зрение, основата на тяхното теоретично изучаване е изчислението (компютърното), от което тези полета произлизат.

## Образование
Повечето информатици трябва да притежават докторска, магистърска или бакалавърска степен в компютърните науки или в близка до тях като математикатa. Силното математическо и логическо мислене е много важно за един информатик.
Добрите комуникационни умения също са важни за информатиците, тъй като те често работят в екип и се налага да общуват с ръководители или клиенти без технически познания.

## Заетост
Информатиците биват често наемани от софтуерни фирми, научни изследователи или други разработчици, където реализират теориите, които позволят създаването на нови технологии. Информатици също биват назначавани от институции в сферата на образованието като университети.
Информатиците намират и практическо приложение на знанията си, в сфери като софтуерното инженерство или като консултанти в информационните технологии. Информатиците могат също да се определят и като разновидност на математиците, имайки предвид колко много програмирането е свързано с математиката.
Информатиците наети в софтуерната индустрия, могат да бъдат повишени в мениджъри или да заемат лидерска позиция в екип. 
Поради сложността на професията и бързото развитие на информационните технологии, информатиците обикновено заемат високо-платени позиции.